# Agrippina
Agrippina – opera w trzech aktach, libretto Vincenzo Grimani (HWV 6, ChA 57, HHA II/3.) Obsada: Soliści: 3 Soprany (Agrippina, Nerone, Poppea), 3 Alty (Ottone, Narcisio, Giunone), 3 Basy (Claudio, Pallante, Lesbo). Instrumenty: Flet I, II, Obój I, II, Trąbka I, II. Kotły, Skrzypce I, II, III, Viola, Wiolonczela I, II, Continuo.
Opera Georga Friedricha Händla wystawiona 26 grudnia 1709 w Teatro San Giovanni Grisostomo w Wenecji. Libretto opery oparte na historii Agrypiny Młodszej, matki cesarza Nerona. Publiczność włoska była zachwycona operą, każda aria była oklaskiwana, co chwila padały okrzyki: Viva il caro Sassone! (Niech żyje kochany Saksończyk!)

## Libretto

### Akt I
W komnatach Agrypiny i Poppei – plac na Kapitolu.
Cesarzowa rzymska, Agrypina, otrzymuje wiadomość, że jej małżonek, Klaudiusz, nie żyje. Chce koronować na cesarza swojego syna, Nerona, któremu każe występować już oficjalnie w roli pretendenta do tronu. Jej zamiary zostają pokrzyżowane, ponieważ Klaudiusza ratuje jeden z jego  generałów, Otton. Cesarz z wdzięczności obiecuje mu tron. O względy pięknej Poppei starają się Klaudiusz, Neron i Otton, ona jednak kocha tylko ostatniego. Agrypina oczernia Ottona przed Poppeą i doprowadza do tego, że ta z gniewu na ukochanego schlebia cesarzowi. Teraz Agrypina wznieca zazdrość Klaudiusza o Ottona.

### Akt II
Ulica przy pałacu cesarskim – ogród Poppei – komnaty Agrypiny.
Poppea za późno odkrywa intrygę Agrypiny i obmyśla zemstę. Jednak Agrypina wykorzystuje swoją przewagę i potrafi przekonać Klaudiusza, żeby na następcę tronu zamiast Ottona wyznaczył Nerona.

### Akt III
Pokój u Poppei – sala cesarska.
Dzięki podstępowi Poppei udaje się otworzyć oczy Klaudiuszowi na intrygi Agrypiny i jej syna. Agrypina tłumaczy się. Otton wyznaje publicznie, że z miłości do Poppei rezygnuje z  cesarskiej korony. Klaudiusz okazuje łaskę, oddaje Ottonowi rękę Poppei i koronuje Nerona na nowego cesarza.